# Morče
Morče (cyr. Морче) – wieś w Bośni i Hercegowinie, w Republice Serbskiej, w mieście Trebinje. W 2013 roku liczyła 11 mieszkańców.